# Logística espacial
Segons Space Logistics Technical Committee (lit. en català Comitè Tècnic de Logística Espacial) de l'AIAA, la logística espacial és
... la teoria i la pràctica de dissenyar el sistema espacial per operar, i gestionar el flux de materials, serveis i informació necessaris al llarg del cicle de vida del sistema espacial.
Tanmateix, aquesta definició en el seu sentit més ampli inclou la logística terrestre en suport dels vols espacials, incloent a més qualsevol "disseny i desenvolupament, adquisició, emmagatzematge, moviment, distribució, manteniment, evacuació i disposició de material espacial", moviment de persones a l'espai (tant rutinari com mèdic i d'altres emergències), i contractant i subministrant els serveis de suport necessaris per al manteniment dels vols espacials.